# Haraldssund
Haraldssund és un petit poble de l'illa de Kunoy, a les illes Fèroe. L'1 de gener de 2021 tenia 65 habitants. Pertany al municipi de Kunoy.
Haralssund es troba a la costa est de Kunoy i està connectat amb el poble Kunoy, situat a la costa oest, mitjançant el túnel anomenat Kunoyartunnilin. Enfront del poble, a l'altre cantó del fiord Haraldssund, hi ha l'illa de Borðoy, amb la que hi connecta amb un pont. Tant el túnel com el pont van ser construïts a finals dels anys vuitanta.
Al nord de Haraldssund hi ha el poble deshabitat de Skarð. Pels volts de Nadal de 1913 tots els homes del poble van morir quan es va produir una tempesta mentre estaven pescant al mar. Arran d'aquesta tragèdia totes les dones i nens van marxar del poble el 1919. Avui es pot fer la ruta de Haraldsund a Skarð en una excursió que dura algunes hores.
Els cims del Galvsskorafjall (768 m) i del Suður á Nakki (703 m), situats a l'oest de Haraldssund, són la barrera natural del poble amb la costa oest de Kunoy.